# Musée d'ethnographie de Neuchâtel
Pour les articles homonymes, voir MEN.
Le musée d'ethnographie de Neuchâtel (MEN) est un musée suisse situé à Neuchâtel. Ses collections sont constituées de près de 60’000 objets de toutes les régions du monde, avec un accent particulier sur l’Afrique. Le musée est notamment connu depuis les années 1980 pour la « muséologie de la rupture », une politique d’exposition qui vise à interroger le sens des objets et le rôle social des musées.
Dès 2015, d’importantes rénovations sont entreprises sur les bâtiments du musée. Elles concernent d’abord la partie historique puis poursuivent avec la salle des expositions temporaires, s’achevant en 2020.
Depuis 2017, l’exposition de référence est L’impermanence des choses, centrée sur les collections du musée.

## Histoire

### Les collections avant l'établissement du musée
Les premiers fonds du musée proviennent du cabinet d'histoire naturelle du général Charles-Daniel de Meuron donné à la ville en 1795. Ces fonds sont constitués notamment de deux cents pièces ethnographiques, originaires d’Océanie, d’Asie et d’Afrique (par ordre d’abondance). Les collections voyagent plusieurs fois durant le XIXe siècle, elles sont d’abord exposées à la maison de Charité (aujourd’hui siège de l’administration communale au Faubourg du Lac). Elles y passeront plus de quarante ans, malgré un bâtiment peu adapté. En 1837, les collections déménagent au nouvellement inauguré Collège latin. Elles y resteront jusqu’en 1884 et grandiront fortement durant la seconde moitié du siècle. De plus en plus à l’étroit (et partageant les locaux avec les collections d’histoire naturelle), les collections ethnographiques suivront celles de peinture dans le tout nouveau « Musée de Peinture », l’actuel musée d'Art et d'Histoire.

### Le musée sur la colline de Saint-Nicolas

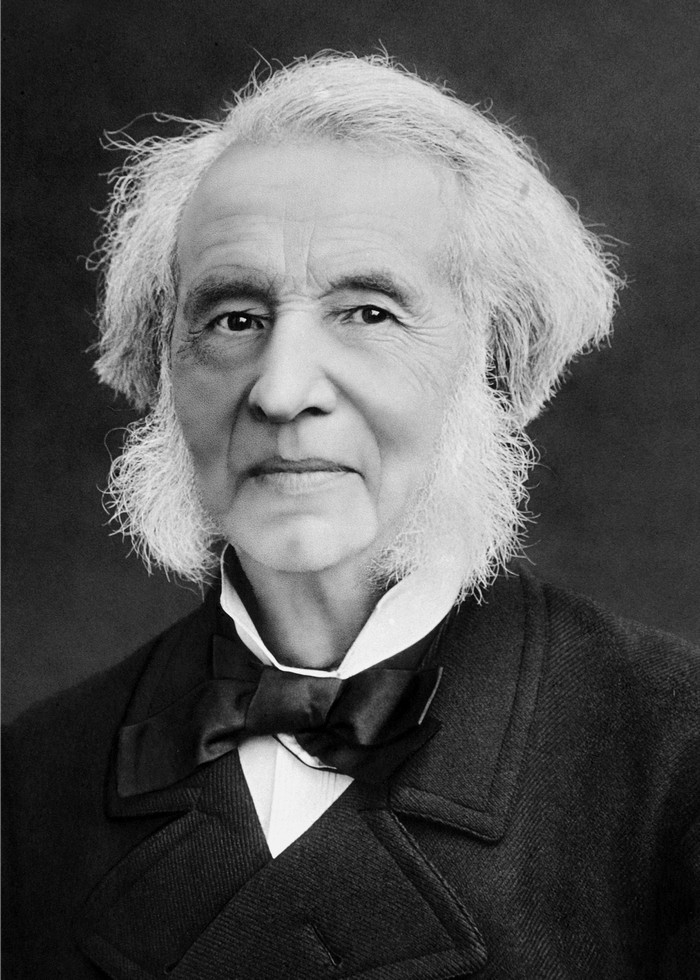
James-Ferdinand de Pury

Les collections ethnographiques auront leur musée dédié lorsque, en 1902, James-Ferdinand de Pury lègue sa villa sur la colline de Saint-Nicolas,. Après des rénovations par l’architecte Léo Châtelain, le musée d’ethnographie commence officiellement son existence indépendante avec son inauguration le 14 juillet 1904.
Depuis 1904, les collections ont continué de croître grâce, d’une part, aux dons de nombreux voyageurs, négociants, savants et missionnaires neuchâtelois, d’autre part grâce à des acquisitions d’objets ciblés, à Neuchâtel, à l’étranger et lors de d’expéditions scientifiques. Le musée accueille également des cadeaux diplomatiques reçus par la Suisse. Par exemple, une série de poupées portant des costumes traditionnels de différents peuples d’Union soviétique.
Le MEN a également récolté une collection très importante d’objets contemporains, industriels et issus d’une consommation courante. Ces objets s’intègrent dans la réflexion de l’institution sur elle-même et sur ce qui amène à un objet à être considéré comme une pièce de musée.

### Les bâtiments
Au fil des années, deux bâtiments s’ajoutent à la villa de Pury et viennent compléter le musée. D’abord, la Black Box, bâtie en 1954–1955 sous l’impulsion du directeur Jean Gabus. Elle accueille les expositions temporaires. Sa façade est décorée par une fresque massive de 166,5 m2, Les conquêtes de l’Homme, peinte par l’artiste Hans Erni. La fresque sera entièrement restaurée en 1986. La même année, un bâtiment pour l’institut d’ethnologie de l’Université de Neuchâtel est construit et relie la villa de Pury à la Black Box. L’institut abrite une bibliothèque partagée entre le musée et l’université. En 2004, le musée fête son centenaire avec de nombreux évènements.
Dès 2015, le musée débute de larges travaux de rénovations. Dans un premier temps, la villa de Pury est rénovée et réorganisée. Cette première phase se conclut avec l’inauguration de la nouvelle exposition de référence, L’impermanence des choses. Le chantier touche ensuite la Black Box qui rouvre en 2020 avec l’exposition Le mal du voyage. Les collections qui occupaient le sous-sol de la Black Box sont également déplacées dans un dépôt extérieur au MEN, ce qui permet d’utiliser cet espace pour des expositions. Durant l’année 2023, les collections du MEN (ainsi que celles du muséum d'histoire naturelle, du musée d'Art et d'Histoire et celles du jardin botanique) rejoindront toutes un bâtiment dédié à leur conservation à Serrières.

## Les expositions
Depuis les années 1980 et sous la direction de Jacques Hainard puis de ses successeurs, le MEN a développé une « muséologie de la rupture ». Les objets sont présentés de façon originale, notamment en les détournant. Cette politique d’exposition interroge les perceptions du public sur l’objet, son rôle et sur sa signification dans le musée. Enfin, la question du rôle du musée lui-même est également posée.
Depuis la construction de la Black Box dans les années 1950, le musée a donné des principes d’expositions différents à ses deux bâtiments. La villa accueille les expositions de références successives et est centrée sur les collections ainsi que les sujets de muséologie. De son côté, la Black Box reçoit les expositions temporaires. Ces dernières vont plutôt chercher à développer un discours soutenu par un mélange d’objets des collections et de nouveaux objets, obtenus par le musée pour l’occasion.

### L'exposition de référence:L'impermanence des choses

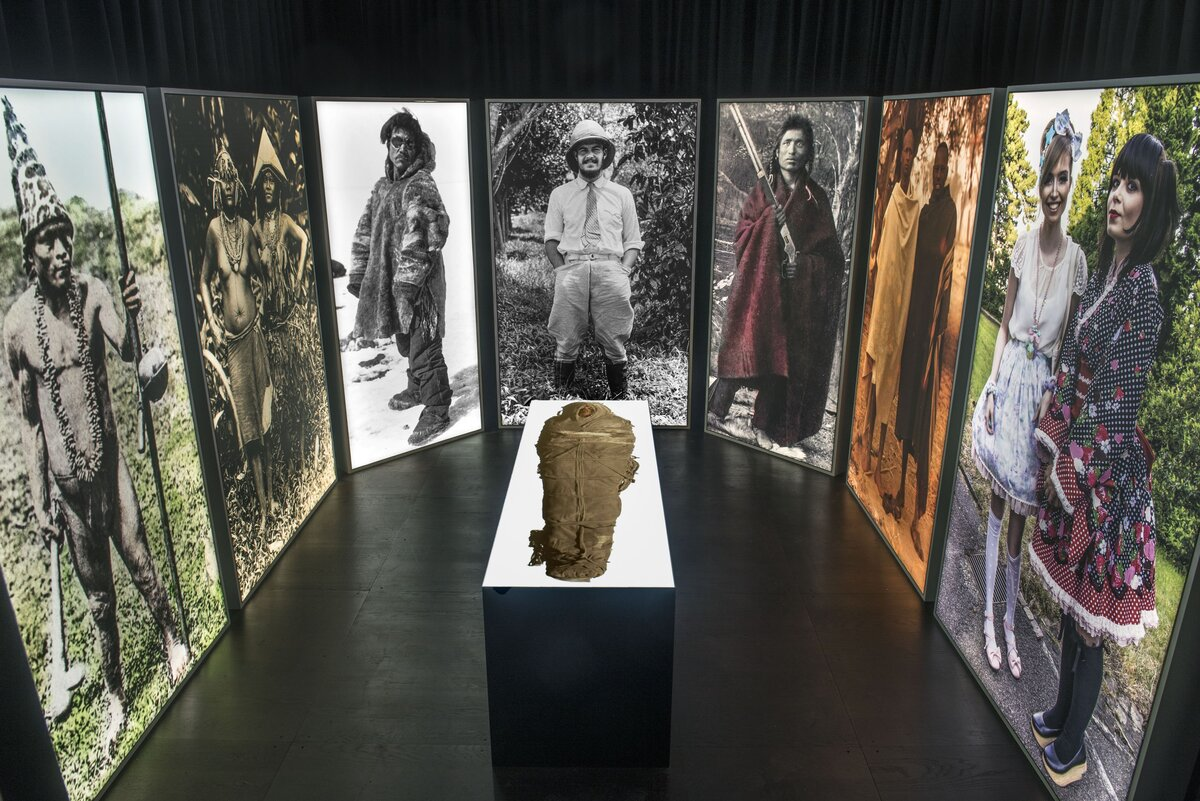
La première salle «Au-delà» dans L'impermanence des choses

Les expositions de référence du MEN ont toujours eu les collections au centre de leur propos. De 2007 à 2012, le musée présentait une exposition intitulée Retour d’Angola. Elle étudiait la deuxième mission scientifique suisse en Angola effectuée de 1932 à 1933 et organisée par le conservateur de l’époque, Théodore Delachaux. En étudiant directement sa propre histoire, le musée pouvait ainsi pointer les paradoxes de la pratique ethnographique et muséale.
À la suite de la rénovation et de la réorganisation de la villa de 2015 à 2017, une nouvelle exposition de référence, L’impermanence des choses, ouvre ses portes le 25 novembre 2017. Elle fait intervenir l’histoire de l’institution, mais aussi les enjeux derrière les collections et la manière dont notre regard sur ces objets a évolué. Le musée s’y interroge beaucoup sur lui-même et sa propre fonction sociétale. Les fantômes du musée sont également évoqués, par exemple en montrant la trace administrative d’un objet volé, reçu par le musée puis restitué. L’exposition se veut modulable, avec des espaces pouvant être renouvelés indépendamment les uns des autres.

### Les expositions temporaires
Déjà à l’époque de Théodore Delachaux (en poste de 1921 à 1945), le musée avait commencé à présenter des expositions temporaires. Néanmoins, ces dernières prennent vraiment leur essor sous la direction de Jean Gabus qui obtiendra l’ajout d'un bâtiment dédié à celles-ci. Durant la période Gabus (1945–1978), les expositions varient entre résultats de missions scientifiques, thématiques universelles ou encore présentations de collections prestigieuses. À sa suite, les expositions sous la direction de Jacques Hainard vont cimenter la réputation du MEN comme une institution questionnant son rôle en tant que musée.
La reconnaissance du MEN se traduira par de nombreuses expositions largement commentées. Durant la période Hainard, on pourra citer notamment : Objets prétextes, objets manipulés (1984) et La grande illusion (2000) ; puis sous la direction de Marc-Olivier Gonseth La marque jeune (2008) et Helvetia Park (2009).
Avec Yann Laville et Grégoire Mayor, le musée ouvre l’exposition temporaire Le mal du voyage (2020-2021) qui invite à se questionner sur les pratiques touristiques; puis en 2022 L’impossible sauvage, qui interroge l’apparente opposition entre le sauvage et le civilisé ainsi que les limites de ces notions. Installée sur trois niveaux dans la Black Box, l’exposition est la plus vaste jamais réalisée par le musée. Le triptyque autour des imaginaires contemporains se clôt par Cargo Cults Unlimited (2024-2025), une exploration de l'économie globalisée vue par les sciences humaines et sociales.

## Le parc
Conçu et construit avec la villa dans les années 1870, le parc s’intègre dans une réflexion de continuité entre la nature et la demeure. Il est géré par les services des parcs et promenades de la ville de Neuchâtel. D’une superficie de 8 000 m2, il accueille de nombreux arbres remarquables, notamment trois séquoias géants de plus de 30 m de haut. Ses essences, originaires du Nouveau-Monde, participent à la volonté de l’architecte de créer une impression de nature vierge entourant la villa. N’ayant pas connu de rénovation complète depuis sa construction, la ville prévoit de rénover le parc,.
Dans le but de valoriser cet espace extérieur, le musée a commencé à y présenter des expositions temporaires. La première, Mirages de l’objectif, est basée sur des photographies des Wodaabes prises par Henry Brandt au Niger en 1953. Elle débute en 2021. Il s’agit d’une exposition photographique accessible à quiconque traversant le parc. Plusieurs œuvres d’art sont également exposées de façon permanente. Parmi ces dernières, on trouve un tambour à fente ramené de l’île d'Ambrym dans l’archipel du Vanuatu, ainsi qu’un inuksuk, construit en 2019 par Piita Irniq (en). Pour son auteur, l’inuksuk représente force, survie et espoir ; il permet de créer un lien entre les Inuits et les Neuchâtelois.

## Personnalités
Avant l’établissement du musée, les collections ont été gérées par différents conservateurs, notamment Louis de Coulon (de 1829 à 1894) et Frédéric-Louis de Bosset (de 1886 à 1892). Frédéric DuBois de Montperreux collabore également de 1840 à 1848. C’est sous la direction de Charles Knapp que les collections ethnographiques deviendront un musée indépendant en 1904, dont Knapp sera conservateur de 1892 à 1921. Théodore Delachaux lui succédera de 1921 à 1945. Delachaux dirigea notamment une expédition ethnographique en Angola entre 1932 et 1933. Jean Gabus, fit quant à lui des expéditions à la rencontre des Inuits Caribou (en) à l’ouest de la baie d'Hudson, ainsi qu’en Afrique. Il fut directeur entre 1945 et 1978, suivi par Jacques Hainard de 1980 à 2006, puis par Marc-Olivier Gonseth de 2006 à 2018. Le MEN est co-dirigé par Grégoire Mayor et Yann Laville de 2019 à 2023. Aurélie Carré, qui leur succède en 2024, est la première femme nommée à la tête de l'institution. L'équipe se compose par ailleurs de différents spécialistes, conservateurs et contributeurs scientifiques.

## Collections
Grâce aux expéditions effectuées par le musée, aux dons de personnalités diverses et aux achats du musée, de nombreuses collections ont été mises sur pied. Elles totalisent environ 60’000 objets.
- Collections africaines (Angola, Gabon, Mauritanie, Sahara et Sahel)
- Collections américaines
- Collections arctiques
- Collections asiatiques
- Collections européennes
- Collections océaniennes
- Collection de l'Égypte ancienne
- Collection relative au son (instruments de musique et archives sonores)
- Collection de photographies
- Collection de films

## Galerie

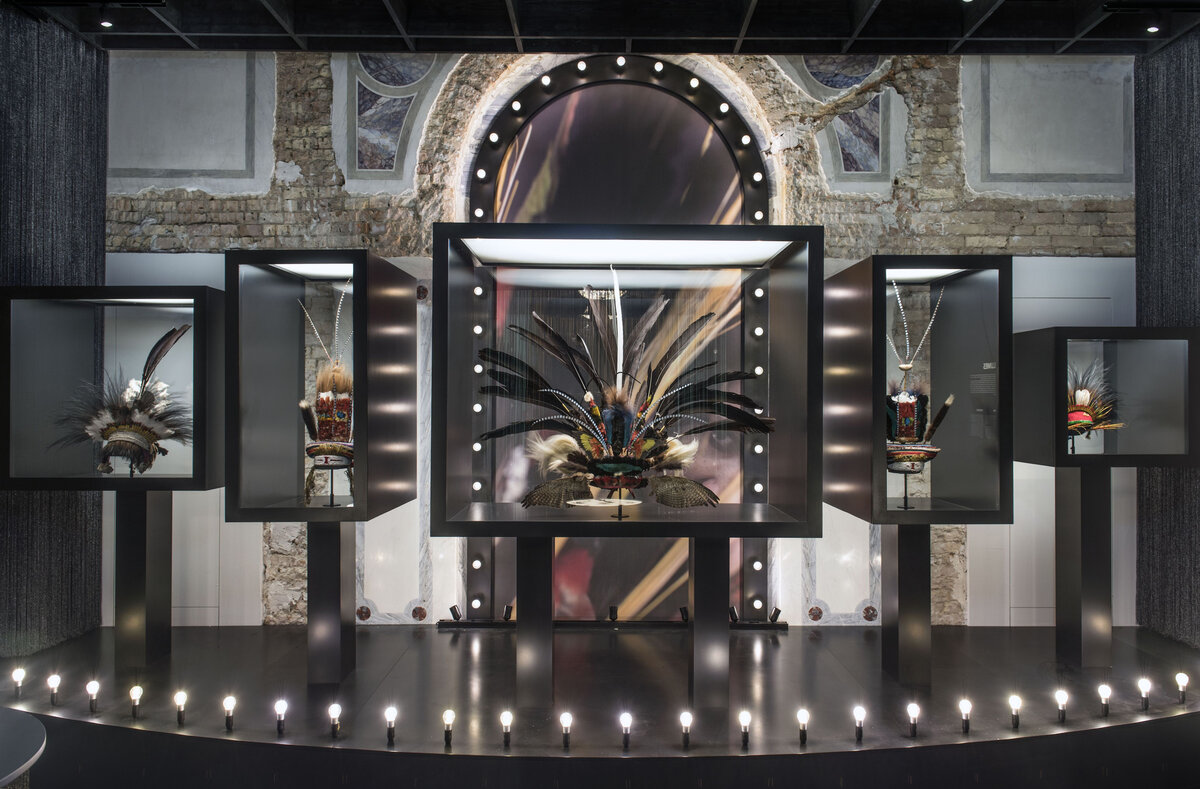
L'espace Plumes
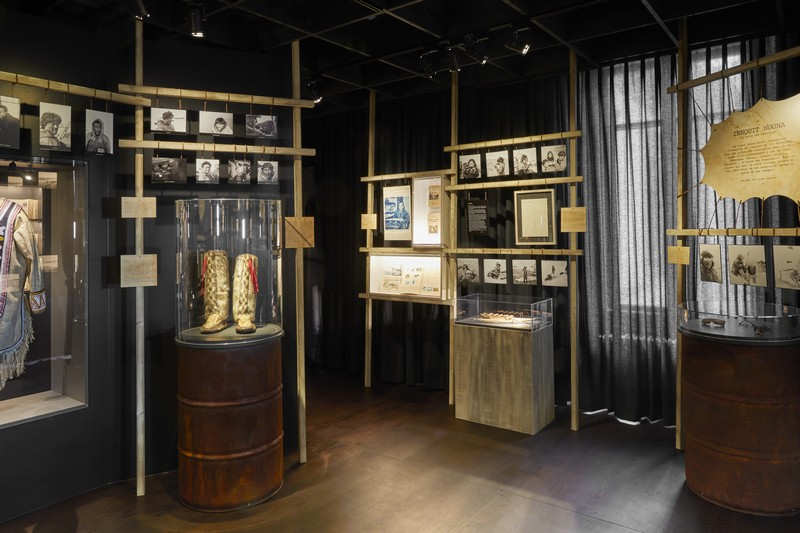
L'espace Ichoumamini
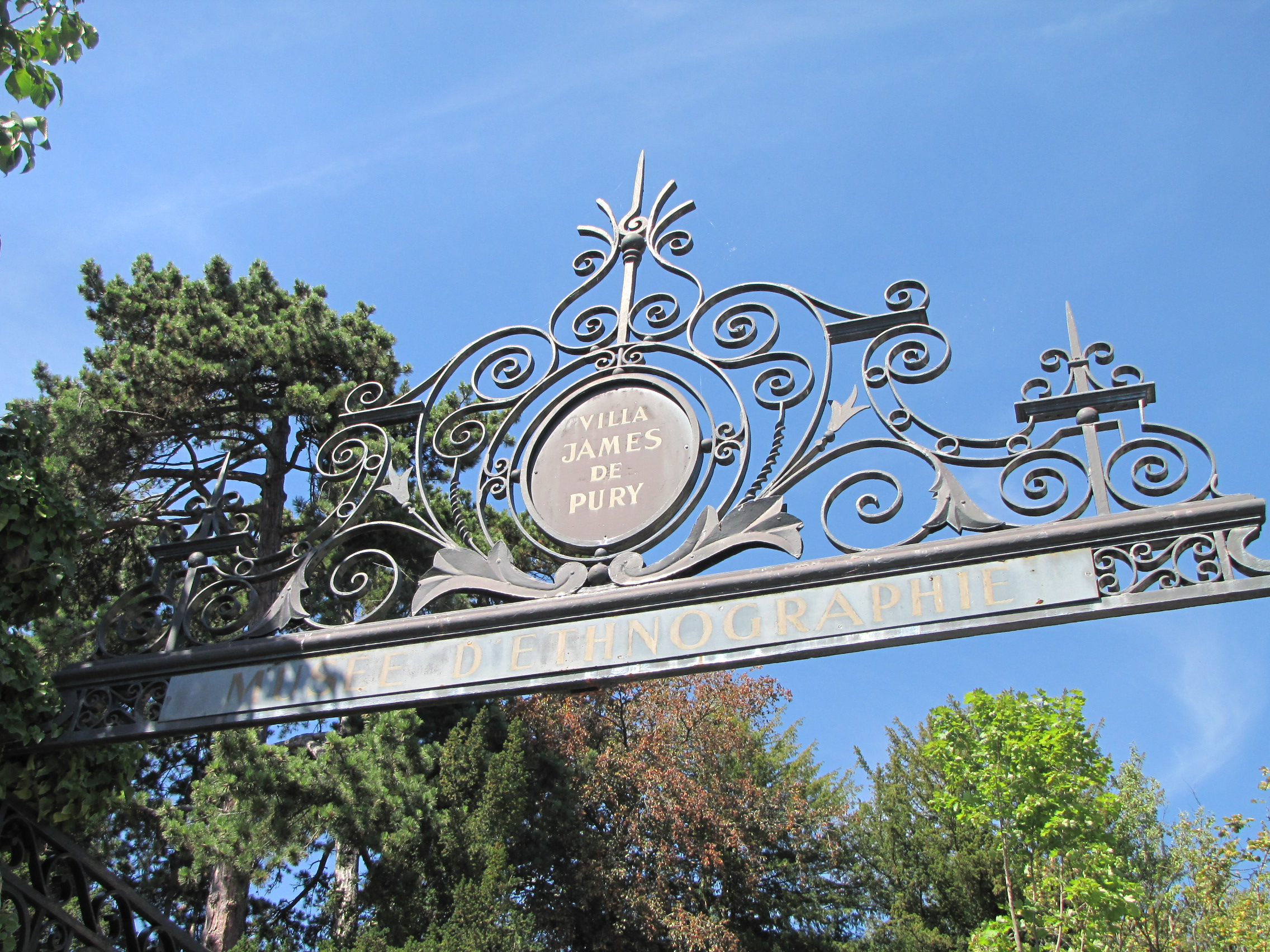
Le portail de la villa